# Повернутися з війни (книга)
«Повернутися з війни» — дебютна книжка спеціальної кореспондентки Телевізійної служби новин каналу 1+1 Наталії Нагорної.
Надрукована у видавництві ДІПА у 2018 році.

## Історія написання книги
Наталя Нагорна стала першою жінкою в редакції ТСН, яка поїхала в зону АТО та з перших днів війни на Сході України працювала на передовій. Вона знімала сюжети про родини бійців, поранених, постраждалих, загиблих. Найяскравіші враження за чотири роки роботи журналістка зібрала у книжці «Повернутися  з війни».
«Це художня книга, яка написана про події, які відбувалися насправді. Особливість журналістів в тому, що вони бачили війну не з одної сторони. В мене книга, яка починається не з людини на передовій, а з маленької дитини, яка чекала свого батька з війни. Тут я описала, наскільки сильно вона переживає все, що відбувається навколо неї, як вона переживає інші історії», — розповіла авторка.
Вона пише про те, що з війни ніхто не повертається таким, як був: «Солдатам розказують, як воювати, але чомусь не пишуть, як жити після війни. Без примар, спогадів та нічних жахіть. Ця книга з'явилася на світ, бо ми не маємо права на відчай».

## Структура і головні персонажі книги
Видання складається з чотирьох частин, у кожній з яких йде розповідь від імені різних людей. Усі історії проілюстровані тематичними авторськими малюнками Наталі Нагорної у жанрі наївного мистецтва. За задумом авторки, свої страхи та радощі кольоровою крейдою малює дівчинка Саша, свої переживання вугіллям на Донбасі передає її батько-військовий Олександр, а тонкою пастою зображує свої думки мама Яся.
Попри ілюстрації авторки, які намальовані наче дитячою рукою, сама книга насправді дуже доросла і піднімає складні питання про те, як бійці повертаються після війни додому і як пережитий на фронті досвід позначається на житті їх та їхніх родин. У книзі переплелося багато реальних історій, які Наталя Нагорна зібрала, висвітлюючи з 2014 року тему війни на Донбасі.

## Нагороди
У 2018 році на Форумі видавців у Львові книга «Повернутися з війни» Наталії Нагорної отримала нагороду BookForum Best Book Award у номінації «Література для підлітків і YA».